# طرح حسابرسی و مدیریت محیط زیست

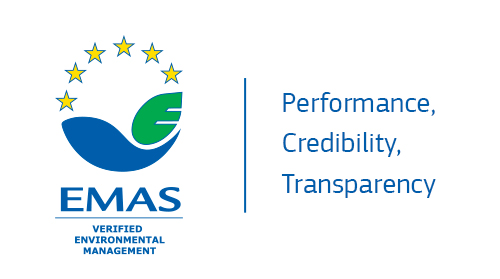
آرم صدور گواهینامه طرح حسابرسی و مدیریت محیط زیست – برنامه مدیریت محیط زیست و حسابرسی اتحادیه اروپا

طرح حسابرسی و مدیریت محیط زیست (انگلیسی: Eco-Management and Audit Scheme). برنامه طرح حسابرسی و مدیریت محیط زیست اتحادیه اروپا، یک ابزار مدیریت زیست‌محیطی داوطلبانه است که در سال ۱۹۹۳ توسط کمیسیون اروپا توسعه یافت. این طرح، سازمان‌های محیط زیست را قادر می‌سازد تا عملکرد زیست محیطی خود را ارزیابی، مدیریت و به‌طور مستمر بهبود بخشند. این طرح در سطح جهانی قابل اجرا است و عضویت در آن برای انواع سازمان‌های خصوصی و دولتی محیط زیست آزاد است. برای ثبت نام در این مدیریت، سازمان‌ها باید الزامات و مقررات مورد نیاز آن را برآورده سازند. در حال حاضر، بیش از ۴۶۰۰ سازمان و بیش از ۷۹۰۰ سایت درآن ثبت نام کرده‌اند.

## اجرا
هر یک از سازمان‌ها برای انجام ثبت نام در مدیریت این طرح، باید مراحل زیر را دنبال کنند:
1. بررسی عام زیست محیطی: تجزیه و تحلیل اولیه جامع از فعالیت‌های سازمان، محصولات و خدمات و تأثیرات زیست محیطی آنها و فهرست‌بندی قانون محیط زیست قابل اجرا و غیره.
2. سیاست زیست محیطی: تعریف اهداف کلان زیست محیطی سازمان، تعهد به بهبود مستمر عملکرد محیط زیست.[۳]
3. برنامه محیط زیست: شرح اقدامات، مسئولیت‌ها و ابزارهای دست‌یابی به اهداف زیست محیطی.
4. سیستم مدیریت محیط زیست: بخشی از ساختار سازمانی، شامل ساختار، برنامه‌ریزی، مسئولیت‌ها، روش‌ها، فرایندها و منابع برای توسعه، پیاده‌سازی، دست‌یابی، بررسی و حفظ سیاست و مدیریت محیط زیست.[۴]
5. حسابرسی زیست‌محیطی: ارزیابی سیستماتیک، مستند، دوره‌ای و عینی عملکرد زیست محیطی سازمان، سیستم مدیریت و فرایندهایی که برای محافظت از محیط زیست طراحی شده و توسط بازرسان داخلی انجام می‌گیرد.
6. گزارش محیط زیست: گزارش‌های جامع و منظم به مردم دربارهٔ ساختار و فعالیت‌های سازمان. سیاست و مدیریت محیط زیست و سیستم مدیریت و اثرات زیست محیطی، برنامه و اهداف زیست محیطی، عملکرد زیست محیطی و انطباق آن با قانون قابل اجرا در محیط زیست و غیره.[۵]
7. تأیید و ثبت نام: مراحل بالا باید توسط یک کارشناس محیط زیست معتبر تأیید شود. سپس این بیانیه زیست محیطی معتبر، باید برای ثبت، به نهاد ذی‌صلاح که در هر یک از کشورهای اتحادیه اروپا وجود دارد، ارسال گشته و بدون اینکه سازمان مربوطه از آرم «طرح حسابرسی و مدیریت محیط زیست اتحادیه اروپا» استفاده کند، می‌تواند در دسترس عموم قرار گیرد.

## مزایای اصلی
- عملکرد زیست‌محیطی و مالی از طریق یک چارچوب سیستماتیک، به عنوان مثال افزایش منابع و بهره‌وری انرژی و کاهش ضایعات.
- مدیریت ریسک و فرصت‌ها: به عنوان مثال انطباق قانونی و تخفیف نظارتی.
- اعتبار، شفافیت و شهرت: به عنوان مثال بیانیه‌های زیست‌محیطی، شاخص‌های کلیدی اجراکننده، تأیید و اعتبارسنجی از طریق راستی‌آزمایی‌های مستقل محیط زیست.
- توانمندسازی و انگیزه کارکنان: به عنوان مثال مشارکت بهبود یافته کارکنان، آگاهی بالاتر، که اغلب منجر به نوآوری می‌گردد.

## هزینه‌ها
- هزینه‌های ثابت: هزینه‌های اعتبارسنجی، هزینه‌های ثبت نام، ترکیب کردن لوگوی «ای ام آ اس» در طراحی شرکت‌ها.
- هزینه‌های خارجی: تخصص مشاوره دادن برای حمایت از اجرا و گزارش، حتی اگر اجباری نباشد، اما در اغلب موارد ضروری است.
- هزینه‌های داخلی: هزینه‌های پرسنل و منابع فنی مورد نیاز برای پیاده‌سازی، مدیریت و گزارش‌دهی.

## شاخص‌های اصلی عملی
طرح مدیریت محیط زیست و حسابرسی اتحادیه اروپا شاخص‌های اصلی یا شاخص عملکرد (ک پی آی) را ارائه می‌دهد که سازمان‌های ثبت شده می‌توانند با استفاده از آن‌ها عملکرد زیست‌محیطی خود را اندازه‌گیری کرده و بهبود مستمر آنرا را در برابر اهداف تعیین شده نظارت کنند.

## مزایای اصلی شاخص‌ها
- اعمال زیست‌محیطی می‌توانند به‌طور منظم بررسی و ردیابی گردند، به این ترتیب زمینه‌ایی برای تصمیم‌گیری مدیریتی جهت بهبود عملکردها را فراهم می‌کند
- همچنین می‌تواند از طریق مقایسه‌کردن عملکردهای رقبا به یک نقطه مبنایی برسد
- مشارکت کنندگان خارجی درک درستی از اقدامات حفاظت از محیط زیست این سازمان دارند و می‌توانند نظرات پیشنهادی خود را برای پیشرفتهای سازمان ارائه دهند.

## شاخصی مطابق با برنامه «حسابرسی و مدیریت محیط زیست» تنظیم شده‌است
برنامه حسابرسی و مدیریت محیط زیست سوم که از ژانویه ۲۰۱۰ به اجرا درآمد، سازمان‌های ثبت شده را ملزم می‌کند تا در مورد شاخص‌های اصلی عملکردهای زیست‌محیطی در شش زمینه اصلی گزارش دهند. این شاخص‌ها روی جنبه‌های مستقیم محیط زیست متمرکز هستند و برای همه سازمان‌های ثبت شده در برنامه حسابرسی و مدیریت محیط زیست اعمال می‌شوند.